# Evangelický kostel (Jeseník)
Evangelický kostel v Jeseníku byl vybudován v letech 1881–1883.

## Historie
Na konci 19. století se evangelíci v Jeseníku rozhodli, že zde vybudují filiálku německého evangelického sboru v Holčovicích. Stalo se tak 7. prosince 1879, kdy bylo zvoleno šest presbyterů a zřízena lokální sekce Spolku Gustava Adolfa.

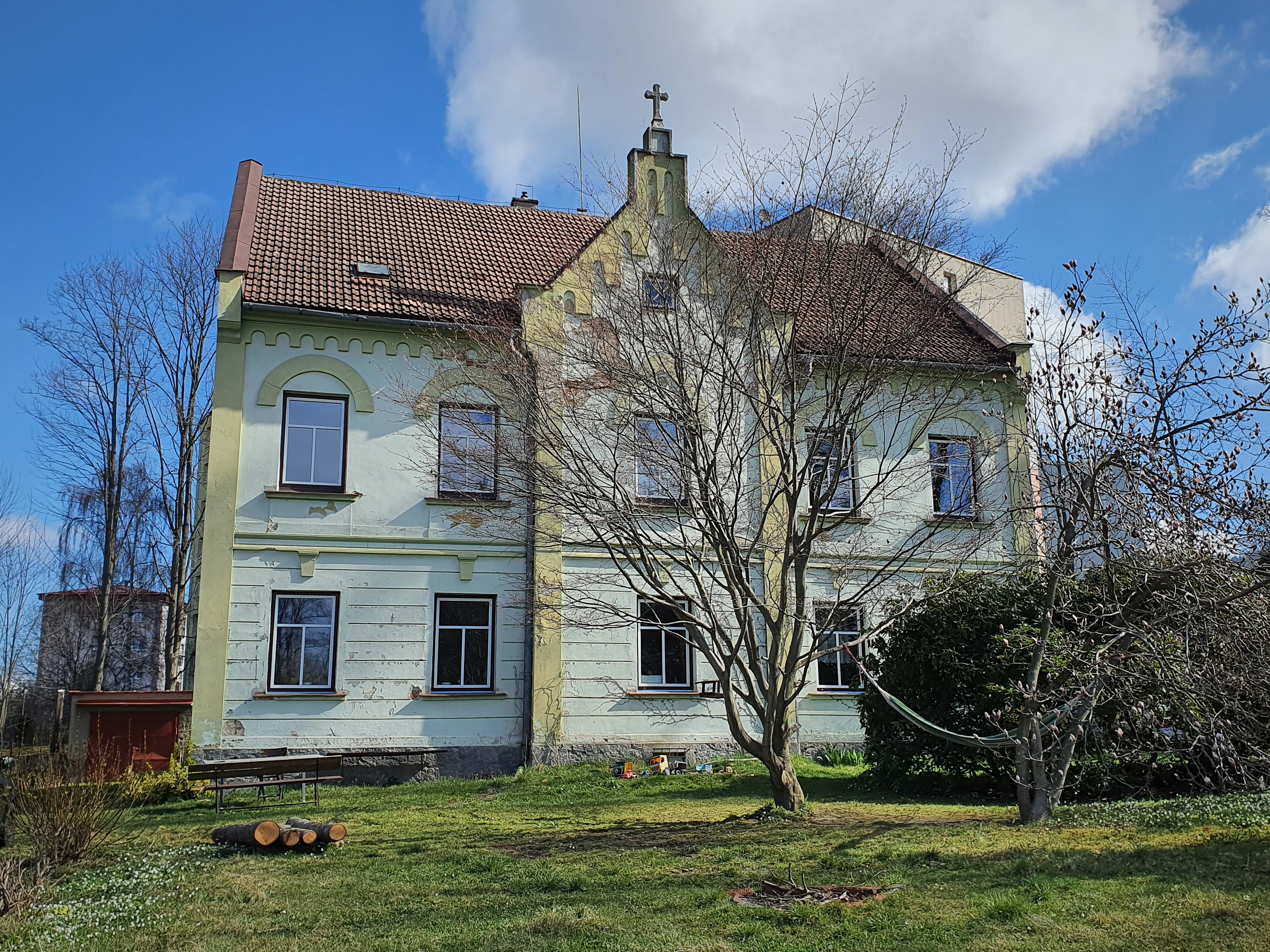
Fara u kostela

Stavba kostela byla zahájena 13. října 1881 a dokončena následujícího roku, interiér ještě o rok později. Stavba v celkové ceně 29 187 guldenů byla financována ze sbírek, značným obnosem na ni přispěla také princezna Marianna Oranžská (její první příspěvek činil 10 000 guldenů). V téže době byla za 14 000 guldenů postavena také fara.
Roku 1883 vznikla v Jeseníku samostatná farnost. Dne 15. října téhož roku byl kostel vysvěcen, slavnosti se zúčastnila vévodkyně Wilhelma von Mecklenburg (dcera princezny Marianny) a dále řada církevních a politických osobnosti monarchie. Farnost měla v této době asi 400 členů.
Posledním německým farářem sboru byl Siegfried Hofman, který byl po 2. světové válce odsunut s ostatními členy sboru a dále pak působil jako duchovní v Německu.
V roce 1946 vznikl v Jeseníku sbor Českobratrské církve evangelické. Jeho členy se stali evangelíci z řad nových usedlíků původem z Valašska, Slovenska i dalších míst.